# Gilroy
Pour les articles homonymes, voir Gilroy (homonymie).
Gilroy est une municipalité située dans le comté de Santa Clara, en Californie. Selon le recensement de 2010, elle a une population de 48 821 habitants. Elle est connue pour sa production d'ail et son célèbre et annuel Festival de l'Ail depuis 1978.

## Démographie
| 1870  | 1880  | 1890  | 1900  | 1910  | 1920  |
| ----- | ----- | ----- | ----- | ----- | ----- |
| 1 625 | 1 621 | 1 694 | 1 820 | 2 437 | 2 862 |

| 1930  | 1940  | 1950  | 1960  | 1970   | 1980   |
| ----- | ----- | ----- | ----- | ------ | ------ |
| 3 502 | 3 615 | 4 951 | 7 348 | 12 684 | 21 641 |

| 1990   | 2000   | 2010   | - | - | - |
| ------ | ------ | ------ | - | - | - |
| 31 487 | 41 464 | 48 821 | - | - | - |

## Attractions touristiques
- Gilroy Gardens, parc à thème
- Elisabeth Leprince